# Junceella juncea
Junceella juncea is een zachte koraalsoort uit de familie Ellisellidae. De koraalsoort komt uit het geslacht Junceella. Junceella juncea werd in 1766 voor het eerst wetenschappelijk beschreven door Pallas. 